# Залегощь (приток Неручи)
 Залего́щь (в верховье — Коробка) — река в Орловской области России, правый приток реки Неручь. Длина реки — 30 км. Площадь водосборного бассейна — 156 км². Берёт начало недалеко от села Скородное Верховского района.

## Название
Другое название — Залегощенка. Гидроним Залегощь происходит от другого названия Легощь (Легоща). За речкой Легощь (по отношению к другим бо́льшим рекам Зуши и Оки) были образованы поселения с приставкой за- (Вышняя, потом Нижняя Залегощи) и впоследствии ойконим перешёл и к названию реки.